# Viercontinentenkampioenschap kunstschaatsen 2012
Het Viercontinentenkampioenschap is een jaarlijks terugkerend evenement in het kunstschaatsen dat georganiseerd wordt door de Internationale Schaatsunie (ISU) voor deelnemers uit landen buiten Europa, namelijk van de vier continenten Afrika, Amerika, Azië en Oceanië.
De editie van 2012 was het veertiende "4CK" dat werd georganiseerd. De wedstrijden vonden plaats van 9 tot en met 12 februari in de "World Arena" in Colorado Springs, Colorado in de Verenigde Staten. Ook in 2006 en 2007 vond dit evenement in Colorado Springs plaats. Het was de vierde keer dat dit kampioenschap in de Verenigde Staten plaatsvond, in 2001 was Salt Lake City gaststad voor deze kampioenschappen.
Medailles waren er te verdienen in de traditionele onderdelen: mannen individueel, vrouwen individueel, paarrijden en ijsdansen.
| Programma | Programma            | Programma           | Programma            | Programma          | Programma          | Programma |
| --------- | -------------------- | ------------------- | -------------------- | ------------------ | ------------------ | --------- |
|           | donderdag 9 februari | vrijdag 10 februari | zaterdag 11 februari | zondag 12 februari | zondag 12 februari |           |
| Mannen    | korte kür            | vrije kür           |                      |                    | Gala               |           |
| Vrouwen   |                      | korte kür           | vrije kür            |                    | Gala               |           |
| Paren     |                      |                     | korte kür            | vrije kür          | Gala               |           |
| IJsdansen |                      |                     | korte kür            | vrije kür          | Gala               |           |

## Deelnemende landen
Alle 25 ISU-leden (2011-2012) uit Afrika, Amerika, Azië en Oceanië hadden het recht om maximaal drie startplaatsen per categorie in te vullen. Deze regel is afwijkend ten opzichte van de overige ISU kampioenschappen waarbij extra startplaatsen konden worden verdiend door de prestaties van de deelnemers in het voorgaande jaar.
Zeventien landen schreven dit jaar deelnemers in voor dit toernooi. Zij vulden het aantal van 79 startplaatsen in. Canada en de Verenigde Staten vulden ieder de maximale mogelijkheid van twaalf startplaatsen in. Uit Brazilië deden na een jaar onderbreking weer deelnemers mee.
India en Nieuw-Zeeland vaardigden dit jaar (net als in 2011) geen deelnemer af. Uit Argentinië, Maleisië, Mongolië, Noord-Korea en de (voorlopige) nieuwe leden Grenada en Marokko hebben nog nooit deelnemers deelgenomen aan het Viercontinentenkampioenschap.
(Tussen haakjes het aantal startplaatsen; respectievelijk: mannen, vrouwen, paren, ijsdansen)
| Canada (3-3-3-3) Verenigde Staten (3-3-3-3) China (3-3-3-1) Australië (3-3-0-1) Japan (3-3-1-0) | Taiwan (3-3-0-0) Zuid-Korea (3-3-0-0) Kazachstan (2-0-0-1) Thailand (0-3-0-0) | Brazilië (2-0-0-0) Mexico (0-1-0-1) Filipijnen (1-1-0-0) Oezbekistan (1-0-0-1) | Hongkong (1-0-0-0) Puerto Rico (0-1-0-0) Singapore (0-1-0-0) Zuid-Afrika (0-1-0-0) |

## Medailleverdeling
Bij de mannen won Patrick Chan bij zijn tweede deelname voor de tweede keer de titel, in 2009 won hij de eerste. Het was de vijfde Canadese titel, Elvis Stojko (2000) en Jeffrey Buttle (2002, 2004) veroverden de andere drie. De kampioen van 2011 (en 2008) de Japanner Daisuke Takahashi nam voor de vierde keer plaats op het erepodium, in 2005 werd hij derde. De Amerikaanse debutant Ross Miner werd derde.
Bij de vrouwen werd Ashley Wagner de elfde vrouw en de vijfde Amerikaanse vrouw, na Angela Nikodinov (2000), Jennifer Kirk (2002), Katy Taylor (2006) en Kimmie Meissner (2007), die de titel veroverde. Het was haar eerste podium plaats. De Japanse Mao Asada eindigde bij haar vijfde deelname voor de vijfde keer op het podium. In 2008 en 2010 werd ze kampioene, dit jaar net als in 2011 tweede en in 2009 eindigde ze als derde. De Amerikaanse Caroline Zhang legde net als in 2010 beslag op de derde positie, het was ook haar tweede kampioenschapsmedaille.
Bij de paren behaalde het debuterende paar Sui Wenjing / Han Cong de titel op dit kampioenschap. Het was de elfde titel voor China. De drie paren Shen Xue / Zhao Hongbo (3x), Pang Qing / Tong Jian (5x) en Zhang Dan / Zhang Hao (2x) veroverden de eerste tien. Het als paar debuterende Amerikaanse koppel Caydee Denney / John Coughlin behaalden de tweede plaats. Hun landgenoten Mary Beth Marley / Rockne Brubaker werden derde, voor Brubaker was het zijn tweede medaille, in 2010 werd hij tweede met Keauna McLaughlin als partner.
Bij het ijsdansen stonden, net als bij de vorige dertien edities, enkel Amerikanen en Canadezen op het erepodium. Het paar Tessa Virtue / Scott Moir behaalden na 2008 hun tweede titel. Het was hun vijfde medaille, in 2006 en 2007 werden ze derde, in 2009 tweede. Het was de zevende titel voor Canada. Het Amerikaanse paar Meryl Davis / Charlie White op plaats twee behaalden hun vierde medaille op dit kampioenschap. Ze werden kampioen in 2009 en 2011, in 2008 werden ze ook tweede. De derde plaats werd ingenomen door het Canadese paar Kaitlyn Weaver / Andrew Poje die voor tweede keer op het erepodium plaatsnamen, in 2010 werden ze kampioen.
| Onderdeel | Goud                      | Zilver                        | Brons                              |
| --------- | ------------------------- | ----------------------------- | ---------------------------------- |
| Mannen    | Patrick Chan              | Daisuke Takahashi             | Ross Miner                         |
| Vrouwen   | Ashley Wagner             | Mao Asada                     | Caroline Zhang                     |
| Paren     | Sui Wenjing / Han Cong    | Caydee Denney / John Coughlin | Mary Beth Marley / Rockne Brubaker |
| IJsdansen | Tessa Virtue / Scott Moir | Meryl Davis / Charlie White   | Kaitlyn Weaver / Andrew Poje       |

## Uitslagen
| #                | naam (deelname)        | land                      | punten | korte kür  | vrije kür   |
| ---------------- | ---------------------- | ------------------------- | ------ | ---------- | ----------- |
| Goud             | Patrick Chan (2)       | Vlag van Canada           | 273.94 | 87.95 (1)  | 185.99 (1)  |
| Zilver           | Daisuke Takahashi (6)  | Vlag van Japan            | 244.33 | 82.59 (3)  | 161.74 (2)  |
| Brons            | Ross Miner             | Vlag van Verenigde Staten | 222.23 | 79.89 (6)  | 146.34 (4)  |
| 4                | Adam Rippon (3)        | Vlag van Verenigde Staten | 221.55 | 74.92 (7)  | 146.63 (3)  |
| 5                | Takahito Mura          | Vlag van Japan            | 217.16 | 83.44 (2)  | 133.72 (6)  |
| 6                | Denis Ten (3)          | Vlag van Kazachstan       | 210.03 | 77.73 (5)  | 132.30 (7)  |
| 7                | Tatsuki Machida (2)    | Vlag van Japan            | 208.04 | 82.37 (4)  | 125.67 (10) |
| 8                | Kevin Reynolds (3)     | Vlag van Canada           | 203.26 | 68.22 (9)  | 135.04 (5)  |
| 9                | Misha Ge (2)           | Vlag van Oezbekistan      | 196.53 | 64.49 (11) | 132.04 (8)  |
| 10               | Guan Jinlin (3)        | Vlag van China            | 196.53 | 66.36 (10) | 130.17 (9)  |
| 11               | Song Nan (3)           | Vlag van China            | 190.51 | 69.34 (8)  | 121.17 (11) |
| 12               | Christopher Caluza     | Vlag van Filipijnen       | 172.60 | 58.02 (14) | 114.58 (12) |
| 13               | Richard Dornbush       | Vlag van Verenigde Staten | 164.29 | 61.34 (13) | 102.95 (14) |
| 14               | Jeremy Ten (2)         | Vlag van Canada           | 159.22 | 61.37 (12) | 097.85 (18) |
| 15               | Kim Min-seok (4)       | Vlag van Zuid-Korea       | 157.14 | 49.39 (21) | 107.75 (13) |
| 16               | Wu Jialiang (7)        | Vlag van China            | 156.62 | 56.19 (15) | 100.43 (17) |
| 17               | Alex Kang Chang Kam    | Vlag van Zuid-Korea       | 157.07 | 52.12 (16) | 101.95 (15) |
| 18               | Abzal Rakimgaliev (5)  | Vlag van Kazachstan       | 153.63 | 52.10 (17) | 101.53 (16) |
| 19               | Brendan Kerry (2)      | Vlag van Australië        | 144.26 | 47.01 (23) | 097.25 (19) |
| 20               | Mark Webster (4)       | Vlag van Australië        | 138.87 | 50.88 (18) | 087.99 (20) |
| 21               | Jordan Ju (2)          | Vlag van Taiwan           | 134.97 | 49.49 (20) | 085.48 (22) |
| 22               | Luiz Minella           | Vlag van Brazilië         | 133.07 | 50.17 (19) | 082.90 (24) |
| 23               | Kevin Alves (4)        | Vlag van Brazilië         | 132.94 | 47.96 (22) | 084.98 (23) |
| 24               | Nicholas Fernandez (5) | Vlag van Australië        | 131.76 | 44.57 (24) | 087.19 (21) |
| Alleen korte kür |                        |                           |        |            |             |
| 25               | Harry Hau Yin Lee (2)  | Vlag van Hongkong         |        | 42.00 (25) |             |
| 26               | Maverick Eguia         | Vlag van Filipijnen       |        | 41.63 (26) |             |
| 27               | Wun-Chaing Shih (4)    | Vlag van Taiwan           |        | 37.27 (27) |             |
| 28               | Kim Hwan-jin           | Vlag van Zuid-Korea       |        | 36.95 (28) |             |

| #                | naam (deelname)              | land                      | punten | korte kür  | vrije kür   |
| ---------------- | ---------------------------- | ------------------------- | ------ | ---------- | ----------- |
| Goud             | Ashley Wagner (2)            | Vlag van Verenigde Staten | 192.41 | 64.07 (2)  | 128.34 (1)  |
| Zilver           | Mao Asada (5)                | Vlag van Japan            | 188.62 | 64.25 (1)  | 124.37 (2)  |
| Brons            | Caroline Zhang (3)           | Vlag van Verenigde Staten | 176.18 | 58.74 (4)  | 117.44 (3)  |
| 4                | Kanako Murakami              | Vlag van Japan            | 169.32 | 63.45 (3)  | 105.87 (5)  |
| 5                | Zhang Kexin                  | Vlag van China            | 162.59 | 54.07 (5)  | 108.52 (4)  |
| 6                | Agnes Zawadski               | Vlag van Verenigde Staten | 157.23 | 52.87 (6)  | 104.36 (6)  |
| 7                | Amelie Lacoste (5)           | Vlag van Canada           | 147.65 | 51.72 (7)  | 095.93 (8)  |
| 8                | Cynthia Phaneuf (6)          | Vlag van Canada           | 147.47 | 50.76 (8)  | 096.71 (7)  |
| 9                | Haruko Imai (2)              | Vlag van Japan            | 134.49 | 45.19 (11) | 089.30 (9)  |
| 10               | Kwak Min-jung (3)            | Vlag van Zuid-Korea       | 130.52 | 48.72 (9)  | 081.80 10)  |
| 11               | Geng Bingwa (2)              | Vlag van China            | 127.89 | 46.98 (10) | 080.91 (11) |
| 12               | Victoria Muniz (2)           | Vlag van Puerto Rico      | 117.83 | 42.63 (12) | 075.20 (13) |
| 13               | Alexandra Najarro            | Vlag van Canada           | 117.11 | 37.08 (14) | 080.03 (12) |
| 14               | Melinda Wang (5)             | Vlag van Taiwan           | 103.96 | 35.35 (18) | 068.34 (15) |
| 15               | Sandra Khopon (2)            | Vlag van Thailand         | 103.15 | 35.58 (17) | 067.57 (16) |
| 16               | Zhu Qiuying (2)              | Vlag van China            | 102.77 | 36.43 (16) | 066.34 (17) |
| 17               | Chantelle Kerry              | Vlag van Australië        | 102.49 | 32.28 (20) | 070.21 (14) |
| 18               | Mimi Tanasorn Chindosook (2) | Vlag van Thailand         | 097.19 | 37.23 (13) | 59.96 (22)  |
| 19               | Yun Yea-ji (2)               | Vlag van Zuid-Korea       | 096.85 | 32.46 (19) | 064.39 (19) |
| 20               | Melanie Swang                | Vlag van Thailand         | 096.16 | 31.21 (22) | 064.95 (18) |
| 21               | Suhr Chae-yeon               | Vlag van Zuid-Korea       | 094.95 | 36.54 (15) | 058.41 (23) |
| 22               | Lejeanne Marais (5)          | Vlag van Zuid-Afrika      | 094.34 | 32.15 (21) | 062.19 (21) |
| 23               | Crystal Kiang (5)            | Vlag van Taiwan           | 093.79 | 32.15 (21) | 062.88 (20) |
| 24               | Zhaira Costiniano            | Vlag van Filipijnen       | 087.26 | 30.33 (24) | 056.94 (24) |
| Alleen korte kür |                              |                           |        |            |             |
| 25               | Reyna Hamuj (2)              | Vlag van Mexico           |        | 29.84 (25) |             |
| 26               | Chaochih Liu (4)             | Vlag van Taiwan           |        | 29.07 (26) |             |
| 27               | Mericien Venzon (3)          | Vlag van Filipijnen       |        | 28.91 (27) |             |
| 28               | Brittany Lau (2)             | Vlag van Singapore        |        | 28.79 (28) |             |
| 20               | Zara Pasfield                | Vlag van Australië        |        | 28.14 (29) |             |
| 20               | Jaimee Nobbs                 | Vlag van Australië        |        | 26.33 (30) |             |

| #      | naam (deelname)                          | land                      | punten | korte kür  | vrije kür   |
| ------ | ---------------------------------------- | ------------------------- | ------ | ---------- | ----------- |
| Goud   | Sui Wenjing Han Cong                     | Vlag van China            | 201.83 | 66.75 (1)  | 135.08 (1)  |
| Zilver | Caydee Denney (2) John Coughlin (3)      | Vlag van Verenigde Staten | 185.42 | 63.35 (4)  | 122.07 (2)  |
| Brons  | Mary Beth Marley (2) Rockne Brubaker (4) | Vlag van Verenigde Staten | 178.89 | 62.42 (3)  | 116.47 (3)  |
| 4      | Meagan Duhamel (4) Eric Radford (2)      | Vlag van Canada           | 171.76 | 57.53 (8)  | 114.23 (4)  |
| 5      | Narumi Takahashi (3) Mervin Tran (3)     | Vlag van Japan            | 171.11 | 61.54 (4)  | 109.57 (5)  |
| 6      | Amanda Evora (3) Mark Ladwig (3)         | Vlag van Verenigde Staten | 167.99 | 60.75 (5)  | 107.24 (6)  |
| 7      | Paige Lawrence (2) Rudi Swiegers (2)     | Vlag van Canada           | 158.66 | 57.97 (6)  | 100.69 (7)  |
| 8      | Jessica Dubé (3 ) Sébastien Wolfe        | Vlag van Canada           | 154.79 | 57.68 (7)  | 097.11 (8)  |
| 9      | Zhang Yue (3) Wang Lei (3)               | Vlag van China            | 140.24 | 48.04 (10) | 092.20 (9)  |
| 10     | Dong Huibo (4) Wu Yiming (4)             | Vlag van China            | 137.91 | 49.52 (9)  | 088.39 (10) |

| #      | naam (deelname)                           | land                      | punten | korte kür  | vrije kür   |
| ------ | ----------------------------------------- | ------------------------- | ------ | ---------- | ----------- |
| Goud   | Tessa Virtue (6) Scott Moir (6)           | Vlag van Canada           | 182.84 | 71.60 (2)  | 111.24 (1)  |
| Zilver | Meryl Davis (5) Charlie White (5)         | Vlag van Verenigde Staten | 179.40 | 72.15 (1)  | 107.25 (2)  |
| Brons  | Kaitlyn Weaver (5) Andrew Poje (5)        | Vlag van Canada           | 163.26 | 64.23 (3)  | 099.03 (3)  |
| 4      | Maia Shibutani (2) Alex Shibutani (2)     | Vlag van Verenigde Staten | 158.29 | 63.38 (4)  | 094.91 (4)  |
| 5      | Madison Hubbell (2) Zachary Donohue       | Vlag van Verenigde Staten | 129.20 | 49.93 (5)  | 079.27 (5)  |
| 6      | Alexandra Paul Mitchell Islam             | Vlag van Canada           | 117.97 | 48.52 (6)  | 069.45 (7)  |
| 7      | Yu Xiaoyang (10) Wang Chen (10)           | Vlag van China            | 115.05 | 45.42 (7)  | 069.63 (6)  |
| 8      | Anna Nagornyuk Viktor Kovalenko           | Vlag van Oezbekistan      | 107.61 | 39.93 (9)  | 067.68 (8)  |
| 9      | Danielle O'Brien (5) Gregory Merriman (5) | Vlag van Australië        | 105.91 | 40.10 (8)  | 065.81 (9)  |
| 10     | Corenne Bruhns (4) Ryan van Natten        | Vlag van Mexico           | 091.57 | 35.93 (10) | 055.64 (10) |
| 11     | Cortney Mansour Daryn Zhunussov           | Vlag van Kazachstan       | 078.66 | 25.53 (11) | 053.13 (11) |

1999 · 
2000 · 
2001 · 
2002 · 
2003 · 
2004 · 
2005 · 
2006 ·
2007 ·
2008 ·
2009 ·
2010 ·
2011 ·
2012 ·
2013 ·
2014 ·
2015 ·
2016 ·
2017 ·
2018 ·
2019 ·
2020 ·
2021 ·
2022
EK kunstschaatsen ·
WK kunstschaatsen ·
WK kunstschaatsen junioren ·
Olympische Spelen